# Landwüst (Adelsgeschlecht)

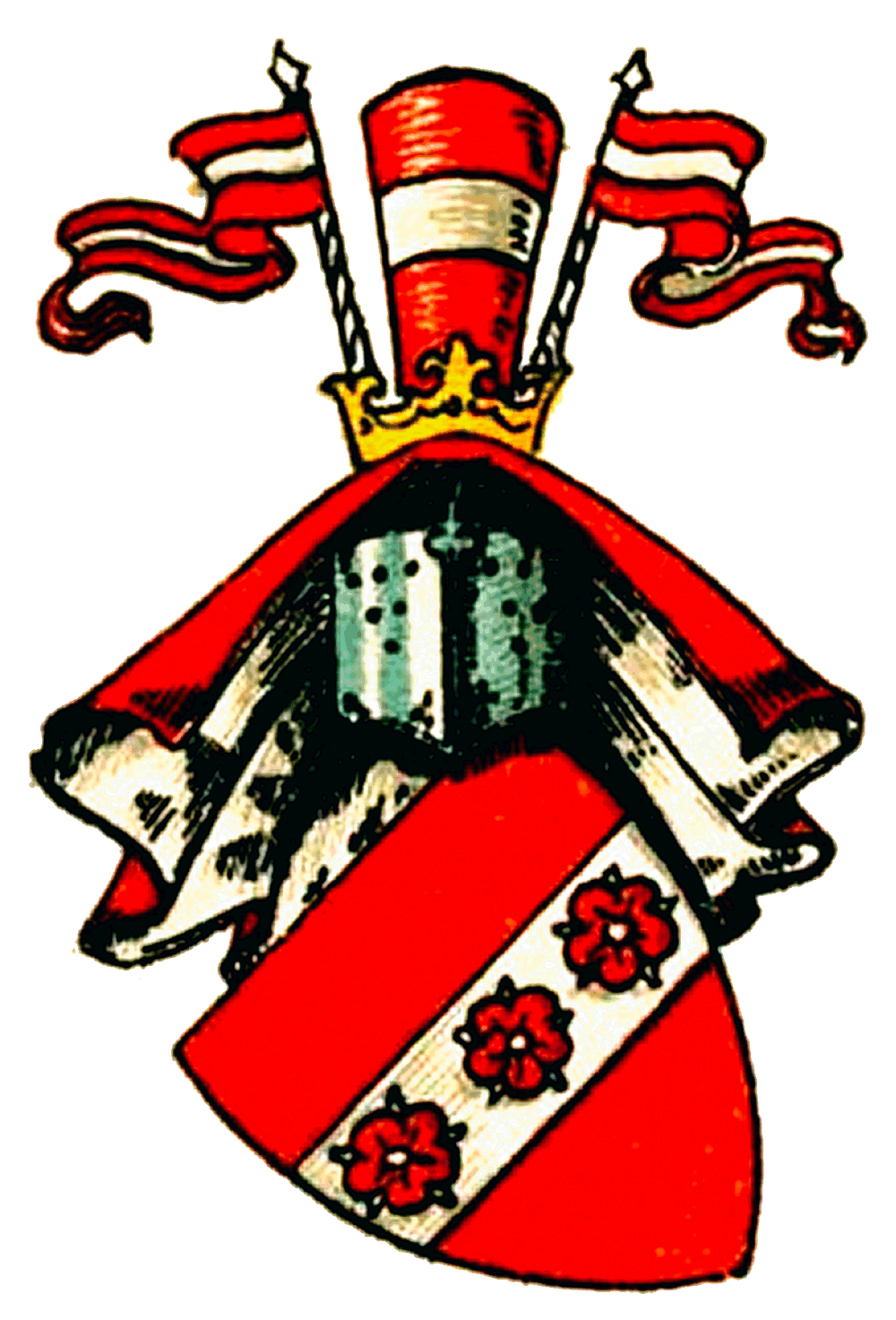
Wappen derer von Landwüst

Landwüst ist der Name eines aus dem Vogtland stammenden sächsisch-thüringischen Uradelsgeschlechts.

## Geschichte
1319 wird der Name des vogtländischen Ortes Landwüst als Lantwste erstmals urkundlich erwähnt. Die adligen Herren von Landwüst werden mit Bernhard Hermann von Landwüst 1325 erstmals urkundlich erwähnt. Die Stammreihe beginnt 1480 mit Hans von Landwüst. Das ehemalige Rittergut wurde frühzeitig aufgelassen, in der Mitte des fünfzehnten Jahrhunderts verschwinden die von Landwüsts aus dem Vogtland.
Die Familie von Landwüst hatte im mitteldeutschen Raum noch weitere Besitzungen, so vom 15. bis 18. Jahrhundert das Rittergut Großgestewitz (Göstelitz 1444; Gross-Göstewitz 1501–1753), Casekirchen, Gladitz, (Unter-)Greißlau, Hohenmölsen, Hollsteitz und Possenhain (16. Jahrhundert). Die Familie gehörte im 16. Jh. zur Stiftsritterschaft von Naumburg. 1529 war Hans von Landwüst Amtsvogt von Weißenfels. Weitere namhafte Vertreter waren Christoph Dietrich von Landwüst auf Großgestewitz, verheiratet mit Johanna Dorothea von Erffa. Ihr Sohn Friedrich Hartmann von Landwüst erlangte einigen Einfluss im Domstift Naumburg und erhielt dort eine Präbande.
Bekanntgeworden ist vor allem Christian Ludwig Hartmann von Landwüst.

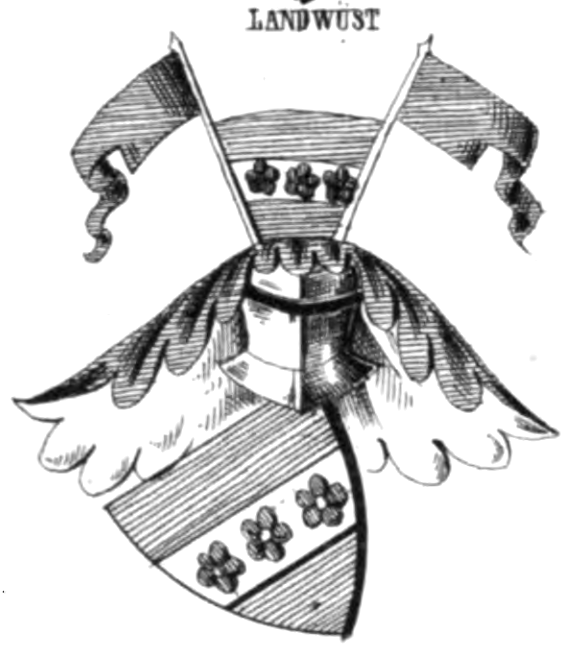
Wappen derer von Landwüst

## Wappen
Auf Blau ein von drei Rosen belegter silberner Balken (oder auf Rot ein mit drei blauen Rosen belegter schwarzer Balken, oder auf Rot ein mit drei roten, gold besamten Rosen belegter silberner Balken). Auf dem Helm ein goldener oder rot-silbern-rot geteilter Krug (Urne, Becher) mit zwei Henkeln zwischen zwei rot-silbern-rot geteilten Fähnlein, deren Stangen rot-silbern umwunden und mit goldenen Spitzen versehen sind. Die Decken sind Rot Silber oder Blau Silber.